# Brachyrhaphis cascajalensis
Brachyrhaphis cascajalensis es un pez de la familia de los pecílidos en el orden de los ciprinodontiformes.

## Morfología
Los machos pueden alcanzar los 6 cm de longitud total y las hembras los 7,5 cm.

## Distribución geográfica
Se encuentran en Centroamérica: desde Costa Rica hasta Panamá.